# Flawborough
Flawborough – wieś i civil parish w Anglii, w Nottinghamshire, w dystrykcie Rushcliffe. W 2001 civil parish liczyła 46 mieszkańców. Flawborough jest wspomniana w Domesday Book (1086) jako Flodberga/Flodberge.